# Karnıyarık
Karnıyarık (tur. rozpruty brzuch) – danie popularne w Turcji i Zachodniej Armenii. Składa się z bakłażana wypełnionego mieszanką posiekanej cebuli, pomidorów, pietruszki, pieprzu i mielonego mięsa. Wegetariańską odmianą dania jest omdlały imam, podawany na zimno.